# Maredudd ap Tudor
Maredudd ap Tudur (-fallecido c. 1406), fue un soldado galés y noble de la familia Tudor de Penmynydd. Fue uno de los cinco hijos de Tudur ap Goronwy y fue el padre de Owen Tudor. Maredudd apoyó la rebelión galesa de Owain Glyndŵr en 1400, junto con sus hermanos Rhys ap Tudur y Gwilym ap Tudur; Owain era su primo.
Fue el bisabuelo de Enrique VII de Inglaterra y tatarabuelo de Enrique VIII de Inglaterra.

## Ascendencia y primeros años
Maredudd fue uno de los cinco hijos de Tudur ap Goronwy y Marged ferch Tomos (descendiente de Llywelyn Fawr); junto a Ednyfed ap Tudor, Rhys ap Tudur, Goronwy ap Tudor y Gwilym ap Tudur. Tudur había servido con las fuerzas del rey Eduardo III de Inglaterra durante las campañas en Francia en 1337, asumiendo el rango de caballero en el proceso. Posteriormente, se convirtió en oficial real de la isla de Angelsey y se aseguró de que todos sus hijos encontraran roles similares. La familia era descendiente de Ednyfed Fychan, y su hijo Goronwy ab Ednyfed, el fundador de la familia Tudor de Penmynydd.
En algún momento entre 1387 y 1395, Maredudd fue nombrado bailío del commote en Malltraeth. Sus hermanos Rhys y Goronwy desempeñaron papeles similares en el commote de Dindaethwy. Maredudd fue nombrado escheat de Anglesey entre 1388 y 1391, un papel normalmente reservado por la corona a los ingleses.

## Revuelta
Cuando Owain Glyndŵr lideró una revuelta contra la corona, los hermanos Tudur supervivientes (Goronwy y Ednyfed se ahogaron en 1382), se pusieron de su lado abiertamente; Glyndŵr era su primo del lado materno de la familia. Pero a diferencia de Rhys y Gwilym, Maredudd fue incluido en un perdón general de 1401, otorgado a aquellos que en Anglesey apoyaban a Owain. A pesar de esto, Maredudd dirigió de nuevo a un grupo de rebeldes en 1405, y fue proscrito un año después por el rey.
Las tierras de Maredudd fueron confiscadas por la corona, pero a diferencia de las de sus hermanos, no pasaron a Gwilym ap Gruffydd. La rebelión finalmente fracasó; Rhys fue ejecutado en 1412, Gwilym ap Tudur recibió un perdón en 1413, pero Maredudd desaparece del registro histórico después de 1405 y su destino final no está claro.

## Legado
El hijo de Maredudd, Owain, inicialmente usó el nombre Owain ap Maredudd ap Tudur, pero lo cambió al inglés para convertirse en Owen Tudor. Owen se casó en secreto con la viuda del rey Enrique V de Inglaterra, Catalina de Valois, y tuvo tres hijos, Owen, Edmundo y Jasper. Su medio hermano, el rey Enrique VI de Inglaterra, se interesó activamente por ellos e hizo que Edmundo se casara con Margarita Beaufort para asegurarse de que sus hijos pudieran heredar el trono de Inglaterra. Durante las posteriores Guerras de las Rosas, el hijo de Edmund, Henry Tudor, se convirtió en el rey Enrique VII de Inglaterra, el fundador de la Casa Tudor.